# Itacarambi
Itacarambi, amtlich portugiesisch Município de Itacarambi, ist eine Gemeinde im Norden des brasilianischen Bundesstaats Minas Gerais. Die Einwohnerzahl wurde zum 1. Juli 2021 auf 18.175 Bewohner geschätzt, die Itacarambienser genannt werden und auf einer Gemeindefläche von rund 1225,3 km² leben. Die Entfernung zur Landeshauptstadt Belo Horizonte beträgt 654 km.

## Namensherkunft
Der Name entstammt der Tupi-Sprache, zusammengesetzt aus itá + karãî + y, was etwa „schrammige Felsen“ bedeutet.

## Geographie
Angrenzende Gemeinden sind São João das Missões, Cônego Marinho, Januária, Pedras de Maria da Cruz, Varzelândia, Jaíba, Matias Cardoso, Manga, Miravânia und Ibiracatu.

### Vegetation
Das vorherrschende Biom ist brasilianischer Cerrado mit gemischten Caatinga-Bereichen.

## Hydrographie
Der Gemeindesitz liegt linksseitig des Rio São Francisco. 

### Klima
Die Gemeinde hat Steppenklima mit niedrigen Niederschlägen, Bsh nach der Klimaklassifikation nach Köppen und Geiger. Die Durchschnittstemperatur ist 25,6 °C. Die durchschnittliche Niederschlagsmenge liegt bei 784 mm im Jahr.

## Geschichte
In der Zeit der Provinz Minas Gerais wurde der Distrito de São João das Missões, zugehörig zur Gemeinde Januária, gegründet, 1836 aufgelöst und 1864 wieder hergestellt. 1890 wurde der Sitz des Distrikts in die Siedlung Jacaré verlegt, diese nannte sich ab 1926 Itacarambi.
Die Gemeinde erhielt durch das Lei Estadual nº 2764 vom 2. März 1962 Stadtrechte als Município.
Am 9. Dezember 2007 ereignete sich auf dem Gemeindeterritorium ein Erdbeben der Stärke 4,9 auf der Richterskala, bei dem ein fünfjähriges Kind getötet und 380 Menschen aus ihren Häusern vertrieben wurden. Es wird als das erste Erdbeben mit Todesfällen im Land angesehen.

## Kommunalpolitik
Seit der Kommunalwahl 2016 ist Nivea Maria de Oliveira, genannt Doutora Nivea, von den Progressistas (PP) Stadtpräfektin (Bürgermeisterin). Sie wurde bei der Kommunalwahl 2020 für die Amtszeit von 2021 bis 2024 wiedergewählt.

## Demografie

### Bevölkerungsentwicklung
| Jahr | Einwohner | Stadt  | Land   |
| --- | --------- | ------ | ------ |
| 1970 | 13.132    | 2.567  | 10.565 |
| 1980 | 16.925    | 7.023  | 9.902  |
| 1991 | 21.775    | 11.380 | 10.395 |
| 2000 | 17.455    | 13.304 | 4.151  |
| 2010 | 17.739    | 13.815 | 3.924  |
| 2021 | 18.175    | ?      | ?      |
| Hier fehlt eine Grafik, die leider im Moment aus technischen Gründen nicht angezeigt werden kann. Wir arbeiten daran! |           |        |        |

Quelle: IBGE (2011)

### Ethnische Zusammensetzung
Ethnische Gruppen nach der statistischen Einteilung des IBGE (Stand 2000 mit 17.455 Einwohnern, Stand 2010 mit 17.720 Einwohnern):
| Gruppe      | Anteil 2000      | Anteil 2010          | Anmerkung                        |
| ----------- | ---------------- | -------------------- | -------------------------------- |
| Brancos     | 4.063 (23,28 %)  | ▼ 3.215 (18,14 %) ▼  | Weiße, Nachfahren von Europäern  |
| Pardos      | 11.361 (65,09 %) | ▲ 11.642 (65,70 %) ▲ | Mischrassige, Mulatten, Mestizen |
| Pretos      | 1.640 (9,40 %)   | ▲ 2.423 (13,67 %) ▲  | Schwarze                         |
| Amarelos    | 47 (0,23 %)      | ▲ 131 (0,74 %) ▲     | Asiaten                          |
| Indígenas   | 272 (1,56 %)     | ▲ 310 (1,75 %) ▲     | indigene Bevölkerung             |
| ohne Angabe | 71               | –                    |                                  |

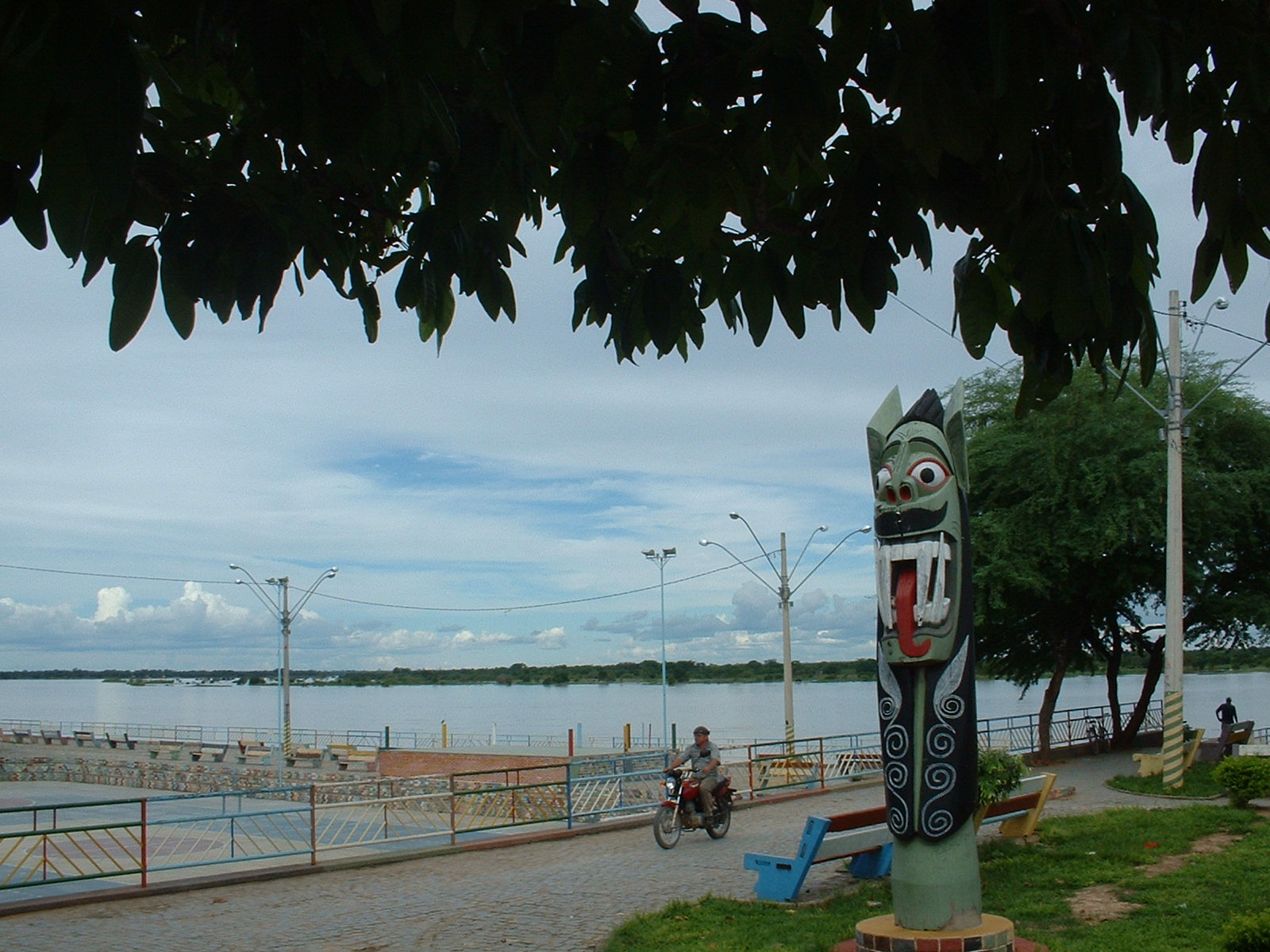
Cais de Itacarambi am Rio São Francisco